# 고실초등학교
고실초등학교는 대한민국 광주광역시 광산구 장덕동에 있는 초등학교이다.
사건사고 및 논란
*[[본 고실초등학교 5~6학년 선생님 랜덤성으로 나르시스트 선생님들이 계신다. 저학년 1~4학년은 안계시고 고학년 5~6학년 선생니들이 계신다. 왜?? 그러냐고 하실텐데 아이들이 사춘기에 들어서면 도전적/적대적 반항장애가 나온다. 그러므로 선생님들이 아이들에게 막말 하시는 선생님이 계시는 가운데 진짜 인성이 없는 선생님도 계신다. 아이들에게 정서적학대로 피해입으면 아이들도 성격에 따라 집안에서 그런 행동이 보인다.]]*

## 연혁
- 2020. 03. 01. 고실초등학교 1학급 증설 (총 45학급, 특수 1학급)
- 2020. 01. 08. 제11회 졸업식 (졸업생 225명 배출, 총 2512명)
- 2019. 09. 01. 5대 양미영 교장 취임
- 2009. 03. 02. 입학식 및 고실초등학교 병설유치원 입원식
- 2009. 03. 01. 초대 백장균 교장 취임
- 2009. 03. 01. 고실초등학교 7학급 개교, 고실초등학교 병설유치원 개원

## 참고 자료
- 고실초등학교 - 한국교육학술정보원 학교알리미